# Bandungrejo (Plumpang)
Bandungrejo is een bestuurslaag in het regentschap Tuban van de provincie Oost-Java, Indonesië. Bandungrejo telt 2701 inwoners (volkstelling 2010).